# Streamwood, Illinois
Streamwood är en ort (village) i Cook County, i delstaten Illinois, USA. Enligt United States Census Bureau har orten en folkmängd på 40 031 invånare (2011) och en landarea på 20,2 km².